# قوم دهقان
قوم دهقان یک منطقهٔ مسکونی در افغانستان است که در ولایت بامیان واقع شده‌است.